# Marjorie de Carrick
Marjorie de Carrick (también llamada Margaret; c. 1253 o 1256 - antes del 9 de noviembre de 1292) fue condesa de  Carrick, Escocia, desde 1256 hasta 1292. Fue madre de Roberto I de Escocia.

## Matrimonios
Marjorie era la hija y heredera de Niall de Carrick y Margaret Estuardo, y por ello condesa de Carrick por derecho propio.
Su primer marido fue Adam de Kilconquhar, quien murió durante la Octava Cruzada en 1271. Según la narrativa popular, un hombre fue desde Tierra Santa para contarle la mala nueva a la viuda; este fue Robert de Brus, VI señor de Annandale, compañero de armas Adam de Kilconquhar.  Ella quedó prendada de él, por lo que lo apresó hasta que él aceptó casarse en 1271, en el castillo de Turnberry.  De este matrimonio nacieron:
1. Christina Bruce
2. Roberto I de Escocia.
3. Isabel Bruce (1275–1358), casada con el rey Erico II de Noruega.
4. Niall o Nigel Bruce, ejecutado en 1306 en Berwick-upon-Tweed, Northumberland, England.
5. Edward Bruce.
6. Sir Thomas Bruce, ejecutado en 1307.
7. Alexander Bruce, ejecutado en 1307.
8. Mary Bruce, casada con Niall Campbell, y más tarde con Sir Alexander Fraser de Touchfraser y Cowie.
9. Matilda Bruce, casada con Hugh, conde de Ross

Margaret Bruce, esposa de William de Carlyle, no sería hija de Marjorie según Barrow. Una tradición dice que Thomas Randolph sería nieto de Marjorie con su primer marido probablemente para explicar porque se le describe como sobrino de Roberto, ya que cualquier hija de Addam hubiese heredado su título. Parece haber evidencia de una hija mayor se casó con la familia de los condes de Mar, lo que explicaría el primer matrimonio de Christina- ahora negado- con el nieto del conde, Gratney.
Marjorie murió antes de noviembre de 1292, momento en que su esposo tuvo que ceder el condado de Carrick al hijo de ambos, Roberto.